# Samuel Child
Pour les articles homonymes, voir Child.
Samuel Child Bloomfield est un acteur américain né le 14 avril 1976 dans le New Hampshire aux États-Unis.

## Filmographie
- 2003 : Publishing Guaranteed : Smitey Pieleg
- 2003 : Riding with Jack : Austin
- 2004 : Waiting for the Ball to Drop : Tony
- 2004 : Irreversible : Otto Feldman
- 2005 : Counting the Days : Jason Day
- 2005 : Love Sucks : Male Store Patron
- 2006 : Lurking in Suburbia : Sean
- 2006 : The Hamiltons : David Hamilton
- 2007 : Boundaries
- 2007 : Marked : Mitch
- 2007 : Revolution Summer : Frankie
- 2007 : Still Lives